# 1637
1637 (MDCXXXVII) a fost un an comun al calendarului gregorian, care a început într-o zi de joi.

## Nașteri
- dată necunoscută: Dietrich Buxtehude  (d. 1707)
- 12 martie: Anne Hyde ducesă (d. 1671)
- 22 iunie: Christian al II-lea, Conte Palatin de Zweibrücken-Birkenfeld  (d. 1717)
- dată necunoscută: Anne Marie Martinozzi  (d. 1672)
- dată necunoscută: Claude de Vin des Œillets  (d. 1687)
- dată necunoscută: Kim Man-jung  (d. 1692)
- dată necunoscută: Andrea Celesti pictor italian (d. 1712)
- 10 februarie: William Paget diplomat britanic (d. 1713)
- dată necunoscută: Stanca Brâncoveanu  (d. 1699)

## Decese
- 19 martie: Petrus Pázmány, 66 ani, arhiepiscop primat al Ungariei, scriitor, om de cultură (n. 1570)
- 19 decembrie: Cristina de Lorena (n. Christine de Lorraine), 72 ani, Mare Ducesă de Toscana (n. 1565)